# Јана Ивановић
Јана Ивановић (Београд, 24. април 1998) српска је глумица.

## Биографија
Глуму је дипломирала 2020. године на Факултету драмских уметности у Београду, у класи професорке Марије Миленковић и стручне сараднице Марије Бергам. Уз Ивановићеву, у тој класи студирали су још и Маша Ђорђевић, Петар Ђурђевић, Вукашин Јовановић, Станислава Николић, Стојша Ољачић, Драган Петровић, Ленка Петровић и Бојана Стојковић. Дипломски испит ове класе била је представа Кавкаски круг кредом, рађена по мотивима текста Бертолта Брехта. Представа је освојила гран при на 40. издању Међународног студентског фестивала ВГИК, које је одржано средином новембра 2020. у Москви.
Ивановићева је прву запаженију улогу остварила 2022. године, у ТВ серији Мочвара, у којој је тумачила Катарину Билић. У филму Што се боре мисли моје, у режији Милорада Милинковића, игра главну женску улогу, Катарину Константиновић. За ову улогу добила је специјално признање жирија на 58. издању фестивала Филмски сусрети.

## Улоге

### Филмографија
| Год.   | Назив                  | Улога                   | Напомена               |
| ------ | ---------------------- | ----------------------- | ---------------------- |
| 2010-е |                        |                         |                        |
| 2019.  | Круг двојке — глумци   | Наташа Ковач            | ТВ филм                |
| 2019.  | Пола стиха             | Наталија                | кратки филм            |
| 2020-е |                        |                         |                        |
| 2020.  | Државни службеник      | чистачица               | ТВ серија, 1 еп.       |
| 2021.  | Споменици у престоници | Јана                    | ТВ мини-серија, 10 еп. |
| 2021.  | Љубавни залогаји       | Ана                     | ТВ серија              |
| 2022.  | Мочвара                | Катарина Билић          | ТВ серија, 6 еп.       |
| 2023.  | Што се боре мисли моје | Катарина Константиновић |                        |
| 2023.  | Деца зла               | апотекарка              | ТВ серија, 2 еп.       |
| 2024.  | Што се боре мисли моје | Катарина Константиновић | ТВ серија, 7 еп.       |

## Награде
| Година | Награда                                     | Улога                   | Остварење              | Изв.  |
| ------ | ------------------------------------------- | ----------------------- | ---------------------- | ----- |
| 2023.  | Специјално признање жирија Филмских сусрета | Катарина Константиновић | Што се боре мисли моје | [ 5 ] |